# Innersthällen / Bredhällen
Innersthällan / Bredhällan  is een Zweeds zandbank of rotseiland  behorend tot de Lule-archipel. Het eiland ligt ten zuidoosten van Långön. Innersthällan / Bredhällan maakt deel uit van Långöhällorna; een verzameling zandbanken of rotseilenden, die tot vogelbeschermingsgebied is verklaard. Het eiland heeft geen oeververbinding en is onbebouwd. Innersthällen en Bredhällan waren vroeger twee eilandjes, ze zijn in de loop der eeuwen aan elkaar gegroeid.